# دانشگاه ایالتی جنوبی غربی اکلاهما
دانشگاه ایالتی جنوبی غربی اوکلاهما (به انگلیسی: Southwestern Oklahoma State University) که در «ودرفورد» در ایالت «اوکلاهما» قرار دارد.
در زمان تأسیس یعنی سال ۱۹۰۱ آنرا بنام «مدرسه معمولی جنوبی غربی» می‌نامیدند.
این دانشگاه جزو یکی از هفت دانشگاه ایالتی در اوکلاهما می‌باشد.

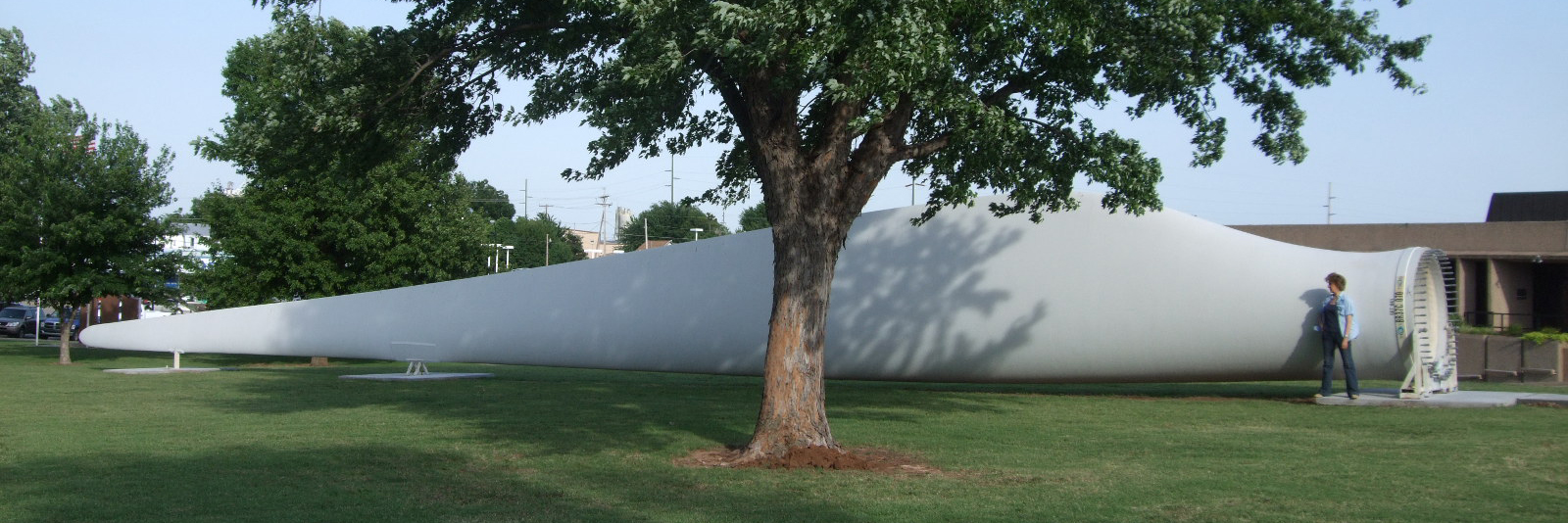
یک پرهٔ یک توربین بادی در محوطهٔ دانشگاه